# 罗讷河畔拉武尔特
罗讷河畔拉武尔特（法語：La Voulte-sur-Rhône，法語發音：[la vult syʁ ʁon]）是法国阿尔代什省的一个市镇，属于普里瓦区。

## 地理
罗讷河畔拉武尔特（44°47'58"N, 4°46'45"E）面积9.7 平方千米，位于法国奥弗涅-罗讷-阿尔卑斯大区阿尔代什省，该省份为法国东南部内陆省份，北起顺时针与卢瓦尔省、伊泽尔省、德龙省、沃克吕兹省、加尔省、洛泽尔省和上盧瓦爾省接壤。
与罗讷河畔拉武尔特接壤的市镇（或旧市镇、城区）包括：博沙斯泰勒、龙蓬、圣洛朗迪帕普、罗讷河畔埃图瓦勒、德龙河畔利夫龙。

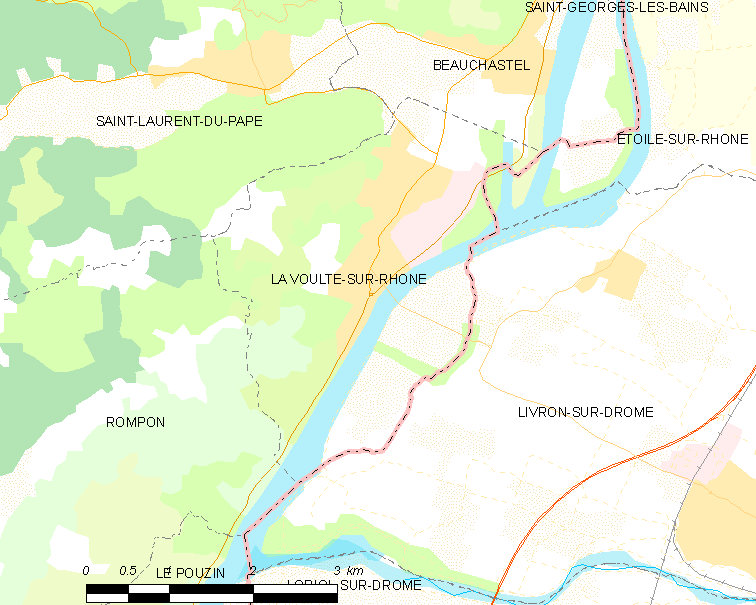
罗讷河畔拉武尔特的OSM定位图

罗讷河畔拉武尔特的时区为UTC+01:00、UTC+02:00（夏令时）。

## 行政
罗讷河畔拉武尔特的邮政编码为07800，INSEE市镇编码为07349。

## 政治
罗讷河畔拉武尔特所属的省级选区为罗讷-埃里约县。

## 人口

1962-2008年间罗讷河畔拉武尔特人口变化图示

罗讷河畔拉武尔特于2022年1月1日时的人口数量为4762人。